# Konrad Zuse
Konrad Zuse (pronunțat pronunție în germană [ˈkɔnʁat ˈtsuːzə]; n. 22 iunie 1910, Wilmersdorf⁠(d), Regatul Prusiei, Imperiul German – d. 18 decembrie 1995, Hünfeld, Hessa, Germania) a fost un inginer, inventator, pionier al informaticii și antreprenor (Zuse KG) german.
Cea mai mare realizare a sa a fost primul calculator funcțional programabil și Turing-complet, Z3, care a fost pus în funcțiune în mai 1941. A primit premiul Werner-von-Siemens-Ring în 1964 pentru Z3. Mare parte din activitatea sa timpurie a fost finanțată de familie și de comerț, nefiind aproape deloc ajutat de guvernul nazist.
Mașina de calcul S2 a lui Zuse este considerată a fi primul calculator controlat de proces. În 1946 el a proiectat un limbaj de programare de nivel înalt, Plankalkül. Zuse a înființat una din primele sale afaceri în domeniul calculatoarelor la 1 aprilie 1941 (Zuse Ingenieurbüro und Apparatebau). Această companie a construit apoi Z4.
Din cauza celui de al Doilea Război Mondial, munca lui Zuse a rămas neobservată în afara Germaniei. Prima influență documentată a activității sale asupra unei companii americane a fost interesul dat de IBM patentelor lui în 1946.
Există replici ale mașinilor Z3 și Z4, în Deutsches Museum din München.
Deutsches Technikmuseum Berlin din Berlin are și el o expoziție dedicată lui Zuse, în care sunt expuse douăsprezece mașini ale lui, inclusiv o replică a calculatorului mecanic Z1, câteva documente personale, printre care una din specificațiile limbajului Plankalkül, și câteva picturi ale lui Zuse.

## Activitatea din perioada interbelică și Z1

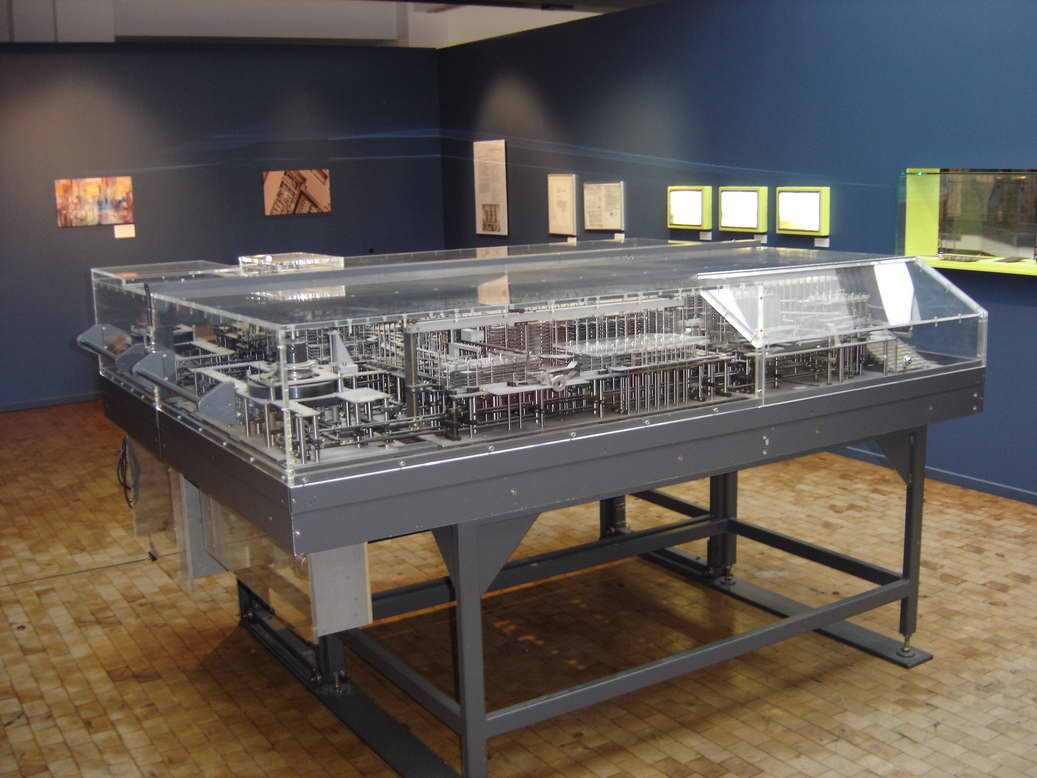
Replica lui Zuse Z1 din Muzeul Tehnologic German din Berlin

Născut la Berlin în 1910, s-a mutat cu familia la Braunsberg, Prusia Orientală în 1912, unde tatăl său a lucrat ca funcționar poștal. Zuse a studiat la Collegium Hosianum din Braunsberg. În 1923, familia s-a mutat la Hoyerswerda unde și-a luat Abiturul în 1928.
S-a înscris apoi la Technische Hochschule Berlin-Charlottenburg și a studiat o vreme ingineria și arhitectura, trecând apoi la ingineria construcțiilor și absolvind în 1935. O vreme, a lucrat la compania Ford, folosindu-și talentul artistic pentru compunerea de reclame. A lucrat apoi ca inginer proiectant la fabrica de avioane Henschel din Berlin-Schönefeld. Acolo, munca sa implica efectuarea manuală a unui volum mare de calcule de rutină, ceea ce el considera a fi extrem de plictisitor, și l-a condus la a se gândi la construirea unei mașini care să efectueze calculele.
Lucrând în apartamentul părinților săi în 1936, prima sa încercare, denumită Z1, a fost un calculator mecanic cu unitate binară în virgulă mobilă, cu o programabilitate limitată, care își citea instrucțiunile de pe un film de 35 mm perforat. În 1937, Zuse a cerut două patente care anticipau o arhitectură a calculatoarelor similară celei von Neumann. Z1 a fost terminat în 1938 și conținea circa 30.000 de piese metalice; el nu a funcționat niciodată corect, din cauza insuficientei precizii a componentelor mecanice. Z1 și proiectul său inițial au fost distruse în timpul celui de al Doilea Război Mondial.
Între 1987 și 1989, Zuse a recreat Z1, proces care a costat 800.000 DM, și a trebuit să fie asamblat de trei persoane (inclusiv Zuse). Finanțarea acestui proiect a fost furnizată de Siemens și de un consorțiu de cinci companii.

## Z2, Z3 și Z4

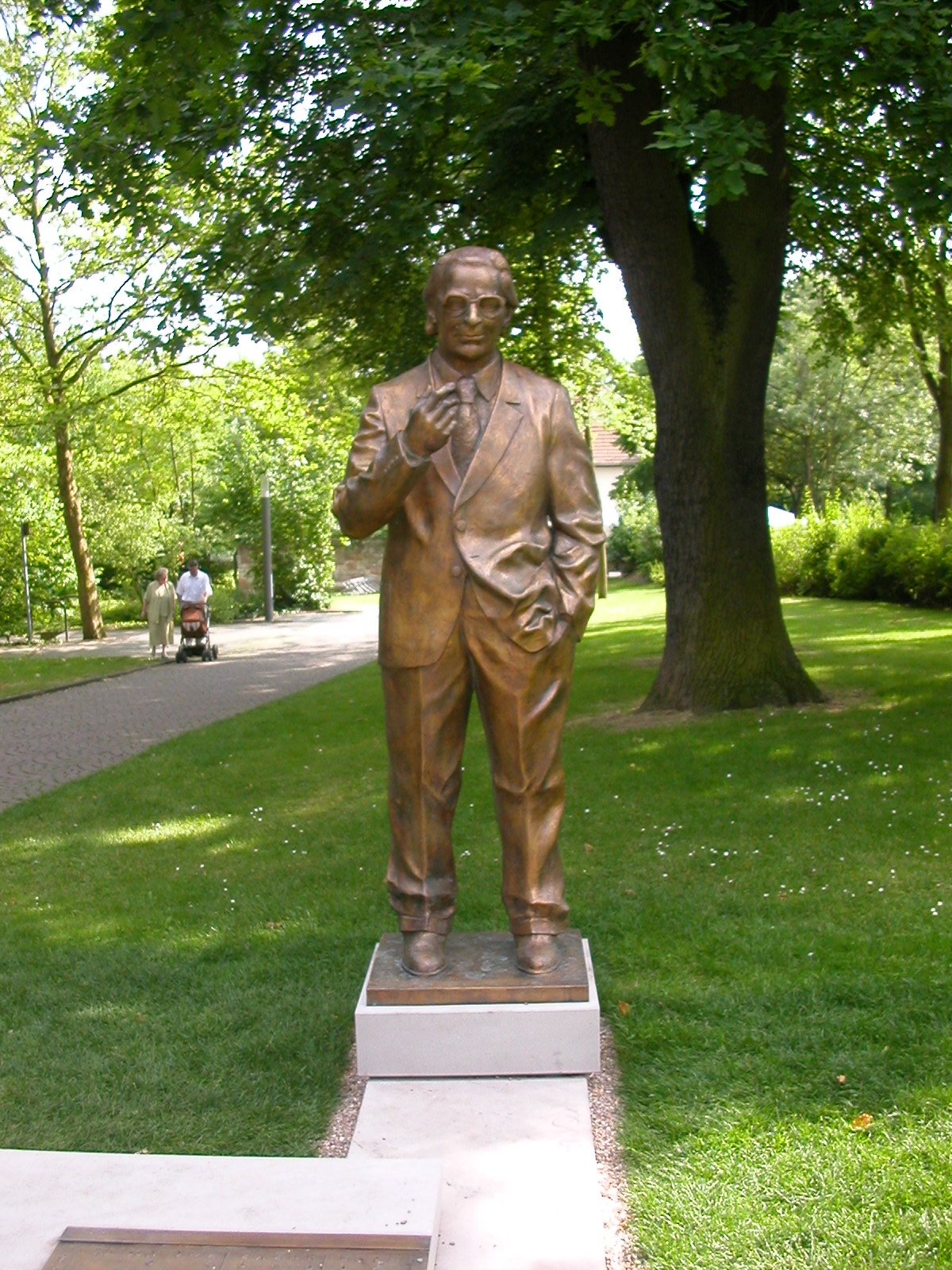
Statuia lui Zuse din Bad Hersfeld

Activitatea lui Zuse a fost efectuată întru totul independent de alți oameni de știință și matematicieni ai zilelor sale. Între 1936–1945, din cauza regimului politic, a fost practic în izolare intelectuală. În 1939, Zuse a fost chemat în serviciul militar, unde a primit resursele pentru a construi Z2. Zuse a construit Z2, o versiune revizuită a lui Z1, cu relee telefonice. În același an, a înființat o companie Zuse Apparatebau (Zuse Apparatus Engineering), pentru a-și fabrica mașinile.
Îmbunătățind proiectul mașinii Z2, a construit Z3 în 1941, un proiect secret al guvernului german. Acesta era un calculator în virgulă mobilă binar pe 22 de biți a cărei programabilitate era bazată pe bucle dar fără salturi condiționate și a cărei memorie și unitate de calcul se bazau pe relee telefonice. Releele telefonice utilizate în mașini erau în mare parte colectate din stocurile date la casat. În pofida absenței salturilor condiționate, Z3 era un calculator Turing complet. Turing-completitudinea sa nu a fost însă un obiectiv al lui Zuse (care se gândea doar la aspectele practice) și a fost demonstrată abia în 1998.
Z3, primul calculator electromecanic complet operațional, a fost finanțat parțial de guvernul german prin Deutsche Versuchsanstalt für Luftfahrt, care avea nevoie de automatizarea unui volum mare de calcule. O cerere de finanțare guvernamentală, din partea colegului său Helmut Schreyer, care l-a ajutat pe Zuse să construiască prototipul Z3 în 1938, în scopul realizării unui succesor al lui Z3 a fost refuzată deoarece nu avea importanță strategică.
În 1937, Schreyer îl sfătuise pe Zuse să folosească tuburile electronice ca elemente de comutație; acesta din urmă a considerat ideea una nebunească (Schnapsidee, s-a exprimat el). Compania lui Zuse (cu Z1, Z2 și Z3) a fost distrusă în 1945 de un atac aerian al Aliaților. Calculatorul pe bază de relee denumit Z4, parțial terminat, început de Zuse în 1942, fusese mutat anterior într-un loc mai sigur. Lucrul la Z4 nu putea continua în condițiile privațiunilor extreme ale Germaniei postbelice, și abia în 1949 a reușit să reia lucrul. El l-a arătat matematicianului Eduard Stiefel de la Institutul Federal Elvețian de Tehnologie Zürich (Eidgenössische Technische Hochschule (ETH) Zürich) care a comandat un exemplar în 1950. La 8 noiembrie 1949, s-a înființat Zuse KG. Z4 a fost livrat la ETH Zürich la 12 iulie 1950, și s-a dovedit a fi foarte fiabil.

## S1 și S2

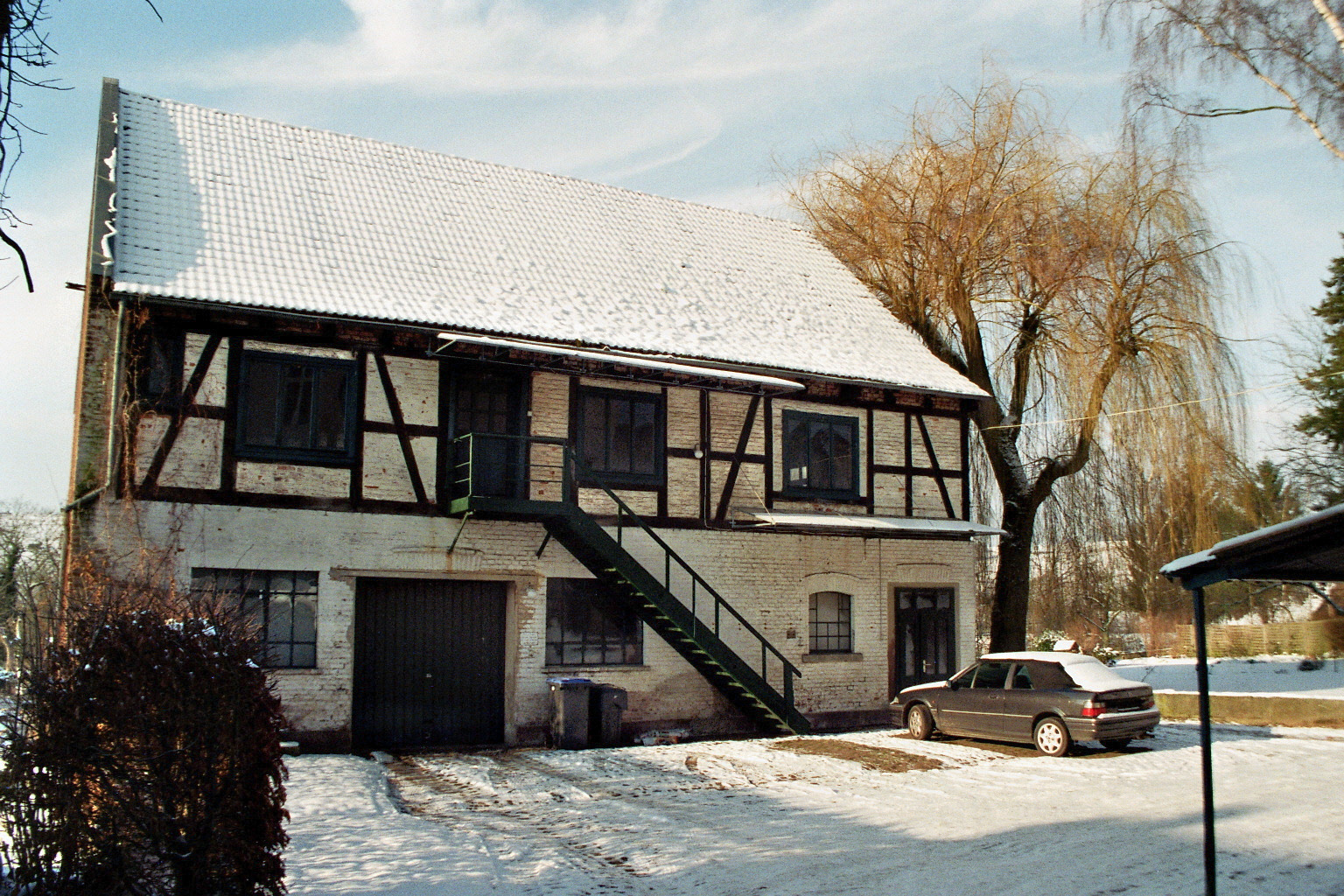
Atelierul lui Zuse din Neukirchen (fotografie din ianuarie 2010)

În 1940, guvernul german a început să-l finanțeze prin Aerodynamische Versuchsanstalt (AVA, Institutul de Cercetări în Aerodinamică), ce se ocupa cu producerea de bombe planoare. Zuse a construit mașinile de calcul S1 și S2, dispozitive dedicate pentru calculul corecțiilor aerodinamice ale aripilor bombelor zburătoare controlate prin radio. S2 avea un convertor analog-digital integrat aflat sub controlul programului.
Aceste mașini au contribuit la dezvoltarea de către armata germană a rachetelor ghidate Henschel Werke Hs 293 și Hs 294 între 1941 și 1945, precursoarele rachetelor de croazieră moderne. Designul circuitelor calculatorului S1 a fost predecesorul celor ale calculatorului Z11.
Zuse bănuia mai târziu că aceste mașini au căzut în mâinile sovieticilor în 1945.

## Plankalkül
În timp ce lucra la calculatorul Z4, Zuse și-a dat seama că programarea în cod mașină este prea complicată, astfel încât a proiectat un limbaj de nivel înalt, denumit de el Plankalkül, în 1945/6, publicându-l parțial în 1948 și integral în 1972. Contribuția sa a fost una pur teoretică, deoarece limbajul nu a fost implementat în timpul vieții lui și nu a influențat direct limbajele ce i-au urmat. Unul din inventatorii limbajului ALGOL (Heinz Rutishauser) scria: „Prima tentativă de a gândi un limbaj algoritmic a fost efectuată în 1948 de K. Zuse. Notația sa era una destul de generală, dar propunerea sa nu a beneficiat de considerația pe care o merita.” Abia în 2000, o echipă de la Universitatea Liberă Berlin a scris un compilator de Plankalkül.

## Antreprenorul Zuse

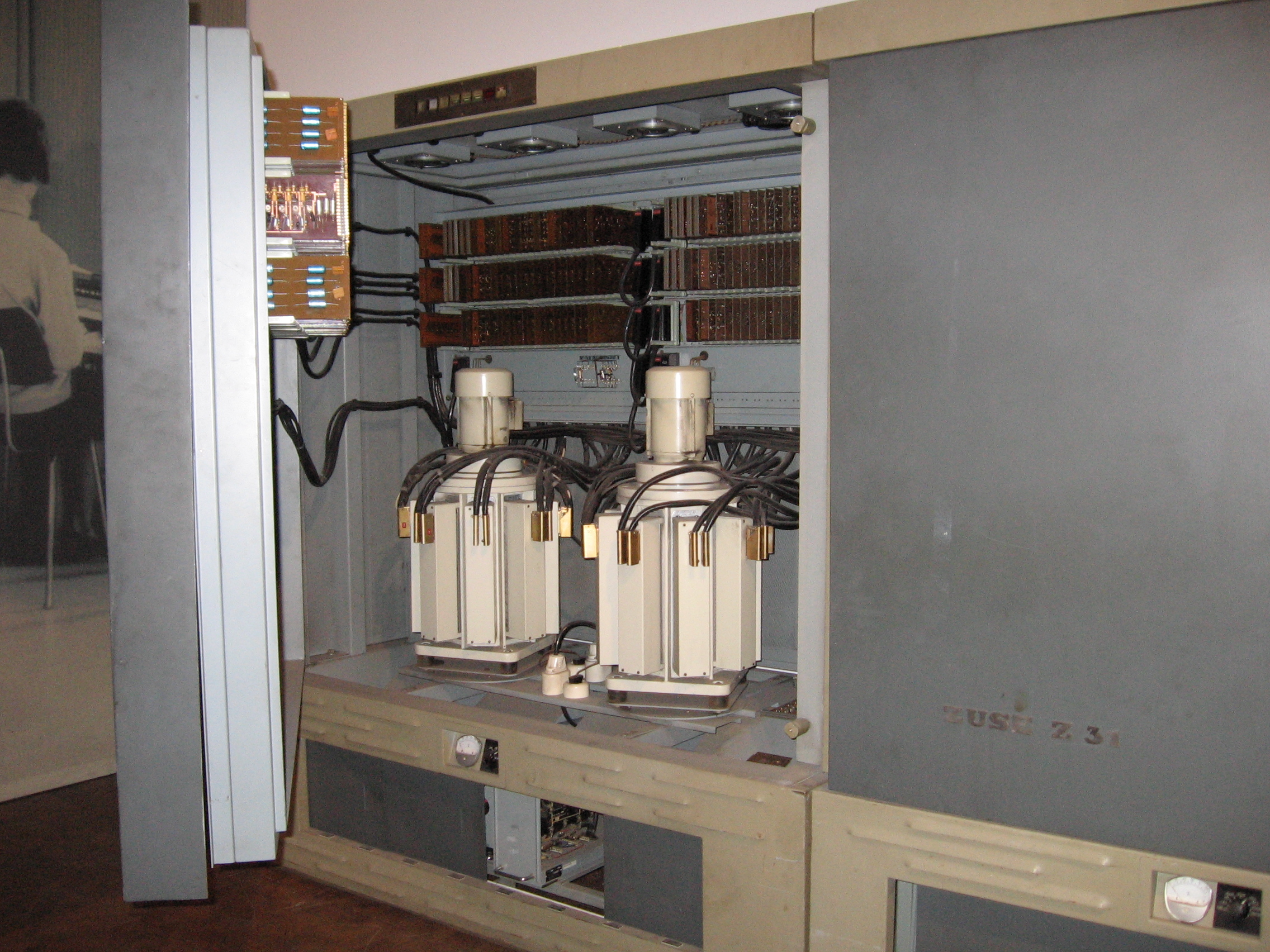
Memorie cu tambur magnetic într-un Z31 (expus în premieră în 1963).

În 1946 Zuse a înființat una dintre primele companii de calculatoare din lume, Zuse-Ingenieurbüro Hopferau. Capitalul a fost obținut prin ETH Zürich și din achiziția de către IBM a drepturilor de implementare a unuia din patentele sale lui Zuse.
Zuse a mai înființat o firmă, Zuse KG în Haunetal-Neukirchen în 1949; în 1957, sediul ei s-a mutat la Bad Hersfeld. Z4 a fost terminat și livrat la ETH Zürich, Elveția în septembrie 1950. La acea vreme, era singurul calculator funcțional din Europa continentală, și al doilea calculator din lume care a fost vândut, după BINAC, care nu a funcționat niciodată corect după livrare. Zuse și firma sa au construit și alte calculatoare, toate denumite cu Z urmat de cifre, până la Z43. Între acestea, se remarcă Z11, vândut în industria optică și în universități, și Z22, primul calculator cu memorii pe bază de dispozitive magnetice.
În 1967, Zuse KG ajunsese la cifra de 251 de calculatoare construite. Din cauza problemelor financiare însă, compania a fost vândută către Siemens.

## Rechnender Raum
În 1967 Zuse a sugerat că universul însuși rulează pe un grid de calculatoare; în 1969, a publicat cartea Rechnender Raum, iar ideile sale au atras atenția altor autori, între care Edward Fredkin (anii 1980), Juergen Schmidhuber (anii 1990), Stephen Wolfram (A New Kind of Science) și alții.
După pensionare, Zuse s-a concentrat pe hobby-ul său, pictura. A murit la 18 decembrie 1995 la Hünfeld, Germania, lângă Fulda.